# ローウェル・メイスン

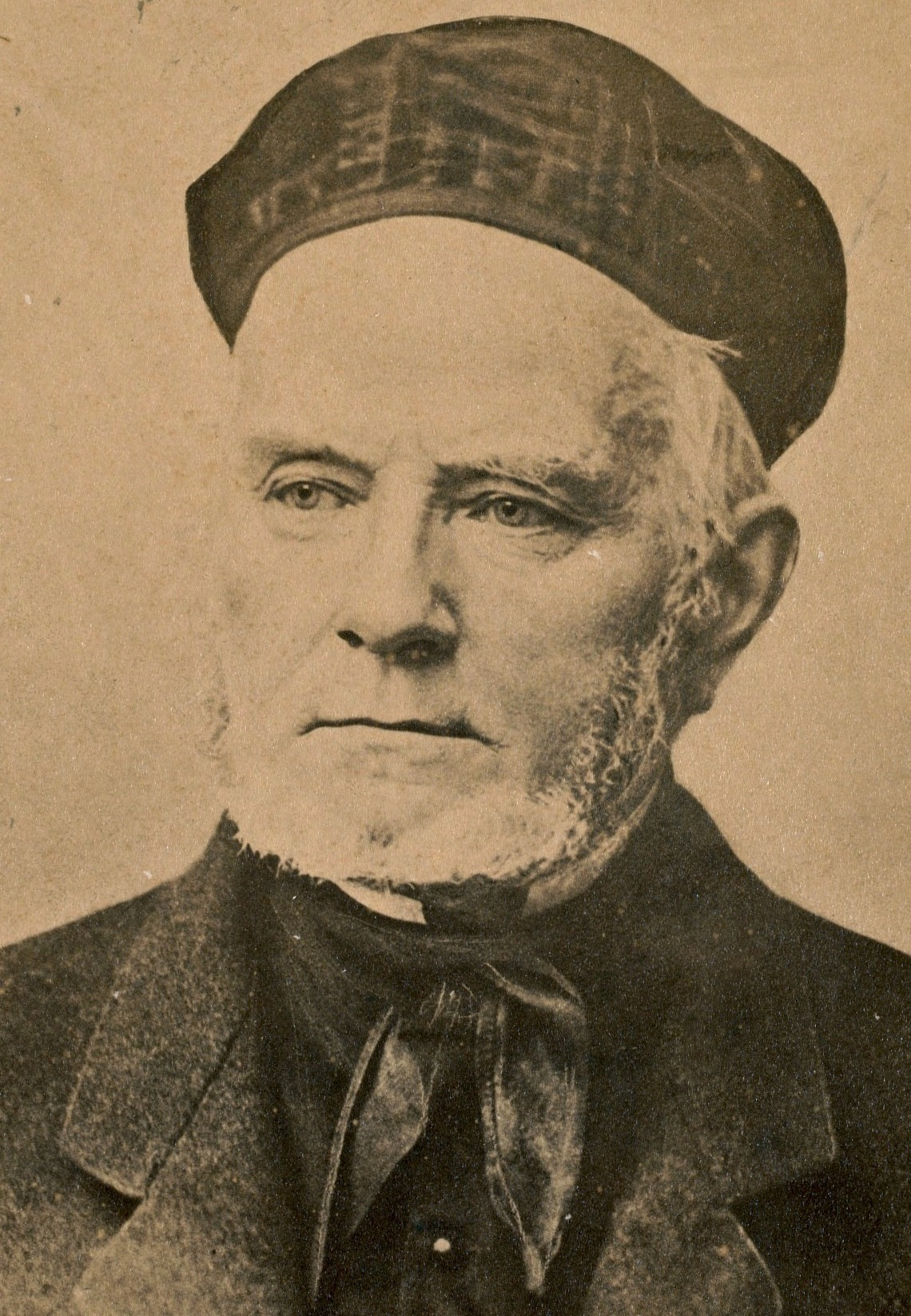
ローウェル・メイスン

ローウェル・メイスン（Lowell Mason, 1792年1月8日 - 1872年8月11日）は、アメリカ合衆国の作曲家。アメリカの賛美歌の基礎を築いた音楽家で、「米国賛美歌の父」「米国教育音楽の父」と呼ばれる。日本の賛美歌にも大きな影響を与えた、米国の賛美歌史上最も重要な人物である。

## 生涯
1792年にマサチューセッツ州メドフィールドに生まれる。全くの独学で音楽を勉強して、1812年のときジョージア州サヴァナに行って銀行員になったが、夜は音楽の勉強を続け、合唱団の指揮をして音楽を教えた。1822年、ボストン・ヘンデル・ハイドン協会から聖歌集を出版した。その後、同協会の総裁になる。1832年にG・J・ウェブと共にボストン音楽校を設立する。1835年、アメリカ最初の音楽博士の学位をニューヨーク大学から受ける。1837年には音楽教育法視察のためにドイツに行く。1854年以降は、三男ウィリアムと一緒にニュージャージー州オレンジで余生を送り、1872年に没した。
メイスンのスタイルは、大衆的、民謡的、米国的であり、欧州の曲をたくさん編曲した。その代表作が「主よ御許に近づかん」である。
「北のはてなるこおりの山」は、英語で書かれた最高の世界宣教の讃美歌の一つと考えられている。